# Isaia 7:14
Isaia 7:14 è un versetto del Libro di Isaia (Bibbia ebraica e Vecchio Testamento cristiano) nel quale il profeta Isaia promette ad Acaz, re di Giuda dal 732/731 al 716/715 a.C. circa, un segno che il suo oracolo era veritiero.

I primi cristiani lo interpretarono come una profezia della venuta di Gesù come Messia, e questo è rimasto un punto di controversia tra cristiani ed ebrei.

## Bibbia ebraica
La traduzione e il significato di questo versetto è argomento di dibattito, soprattutto tra studiosi ebrei e cristiani.
Il testo ebraico di Isaia 7:14 è:
La traduzione letterale delle originali parole ebraiche è la seguente: 
Una traduzione di questo versetto con la traslitterazione delle parole ebraiche controverse ed i diversi significati in discussione è la seguente:

### Contesto
Isaia 7:14 si trova in una lunga sezione del Libro di Isaia che riguarda la guerra siro-efraimitica.

Nell VIII secolo a.C. l'Assiria era una grande potenza regionale.

Nel 735 a.C. due nazioni vassalle decisero di rendersi libere: la Siria (spesso chiamata Aram), governata da re Resin, e il Regno di Israele (spesso chiamato Efraim dal nome della principale tribù) governato da re Pekah.
Acaz, il re di Giuda, rimase fedele all'Assiria e rifiutò di unirsi a loro, così Resin e Pekah si prepararono a deporlo per insediare un re scelto da loro.
Di fronte all'invasione Acaz, la sua corte e tutto il popolo ebbero paura, ma Isaia disse ad Acaz che i suoi nemici non avrebbero avuto successo.
Poiché Acaz era restio ad accettare la profezia, venne invitato a chiedere a Dio un segno che dimostrasse che l'oracolo è veritiero.
Acaz rifiutò di chiedere il segno dicendo che non intendeva mettere Dio alla prova, ma Isaia rispose che avrebbe avuto il suo segno in ogni caso:
1. יא שְׁאַל-לְךָ אוֹת, מֵעִם יְהוָה אֱלֹהֶיךָ; הַעְמֵק שְׁאָלָה, אוֹ הַגְבֵּהַּ לְמָעְלָה.‎
“Chiedi un segno del Signore tuo Dio; lascia che sia profondo come Sheol o alto come il cielo.”
2. יב וַיֹּאמֶר, אָחָז: לֹא-אֶשְׁאַל וְלֹא-אֲנַסֶּה, אֶת-יְהוָה.‎
Ma Acaz disse, “Io non chiederò, e non metterò il Signore alla prova.”
3. יג וַיֹּאמֶר, שִׁמְעוּ-נָא בֵּית דָּוִד: הַמְעַט מִכֶּם הַלְאוֹת אֲנָשִׁים, כִּי תַלְאוּ גַּם אֶת-אֱלֹהָי.‎
Ed egli disse, “Ascolta quindi, O casa di Davide! È troppo poco per voi lo stancar gli uomini, che volete stancar anche il mio Dio?
4. יד לָכֵן יִתֵּן אֲדֹנָי הוּא, לָכֶם--אוֹת: הִנֵּה הָעַלְמָה, הָרָה וְיֹלֶדֶת בֵּן, וְקָרָאת שְׁמוֹ, עִמָּנוּ אֵל.‎
Pertanto il Signore stesso vi darà un segno. Ecco, la giovane donna ha concepito un figlio[3], che chiamerà Emmanuele
5. טו חֶמְאָה וּדְבַשׁ, יֹאכֵל--לְדַעְתּוֹ מָאוֹס בָּרָע, וּבָחוֹר בַּטּוֹב.‎
Egli mangerà burro e miele finché saprà come rifiutare il male e scegliere il bene.
6. טז כִּי בְּטֶרֶם יֵדַע הַנַּעַר, מָאֹס בָּרָע--וּבָחֹר בַּטּוֹב: תֵּעָזֵב הָאֲדָמָה אֲשֶׁר אַתָּה קָץ, מִפְּנֵי שְׁנֵי מְלָכֶיהָ.‎
Ma prima che il ragazzo sappia come rifiutare il male e scegliere il bene, la terra i cui due re temi sarà deserta.
7. יז יָבִיא יְהוָה עָלֶיךָ, וְעַל-עַמְּךָ וְעַל-בֵּית אָבִיךָ, יָמִים אֲשֶׁר לֹא-בָאוּ, לְמִיּוֹם סוּר-אֶפְרַיִם מֵעַל יְהוּדָה: אֵת, מֶלֶךְ אַשּׁוּר. {פ‎}
Il Signore porterà su di te e sul tuo popolo e sulla casa di tuo padre giorni quali non sono venuti dal giorno che Efraim lasciò Giuda — il re di Assiria.”[4]

## Traduzioni

### Tempo verbale e il tempo della gravidanza
Isaia voleva che re Acaz aspettasse l'aiuto di Dio in quel momento problematico, invece di allearsi con l'Assiria.
Quindi gli ebrei ritengono che Dio annunci l'invio di un suo "segno" nei giorni di Acaz; se l'oggetto della profezia fosse stato Gesù, non avrebbe potuto essere un segno per Acaz, che visse molti secoli prima di Gesù.
Inoltre gli ebrei osservano che non vi è alcuna indicazione che l'Emmanuele sarà il Messia, qualunque sia il momento della sua nascita.

La traslitterazione dell'originale ebraico di Isaia è la seguente: 
 La parola [almah] fa parte della frase in ebraico [ha-almah hara] che significa "la [almah] è incinta".
Poiché il tempo verbale del testo è ambiguo e anziché il futuro potrebbe essere l'imperfetto, alcuni sostengono che la giovane donna era già incinta e, quindi, non più vergine.

In quanto tale, il versetto non può essere considerato una predizione del futuro.
La tradizione ebraica non ha mai considerato Isaia 07:14 come una profezia messianica.
Studiosi ebrei sostengono pertanto che questa è un'errata interpretazione cristiana.

### Aggettivo [harah]הָרָה‎e il tempo della gravidanza
L'aggettivo [harah] הָרָה‎ è utilizzato come predicativo, dal punto di vista del narratore.
Alcuni studiosi ebrei sostengono che questo significa in generale una passata, o presente, o imminente futura gravidanza, e non di là da venire in un futuro lontano.
Con questo in mente, la traduzione di Isaia 07:14 può anche essere resa come "la [o questa] giovane donna è incinta" o "la [o questa] giovane donna sarà presto incinta".

### Significato di [almah]עלמה‎
Studiosi ebrei sostengono che la parola [betulah] è usata al posto di [almah] nei versi dove s'intende chiaramente far riferimento a una vergine e che [almah] è più correttamente tradotto come "giovane donna".
Secondo vari studiosi ebraici come Rashi, la "giovane donna" era in realtà la moglie di Isaia e la nascita del bambino è ricordata poi in Isaia 8,3, anche se questo bambino non è chiamato "Emmanuele", ma "Maher-shalal-hash-baz".
Ecco un esempio di come [almah] è usato, in Proverbi 30,18-20:
18.
19. יט דֶּרֶךְ הַנֶּשֶׁר, בַּשָּׁמַיִם-- דֶּרֶךְ נָחָשׁ, עֲלֵי-צוּר;‎
דֶּרֶךְ-אֳנִיָּה בְלֶב-יָם-- וְדֶרֶךְ גֶּבֶר בְּעַלְמָה‎
20. כ כֵּן, דֶּרֶךְ אִשָּׁה-- מְנָאָפֶת‎
אָכְלָה, וּמָחֲתָה פִיהָ; וְאָמְרָה, לֹא-פָעַלְתִּי אָוֶן‎
Ci sono tre cose troppo meravigliosa per me, anzi quattro che non capisco:

la traccia dell'aquila nell'aria, la traccia del serpente sulla roccia;

la traccia della nave in mezzo al mare e la traccia dell'uomo nella giovane donna.

Questa è la condotta della donna adultera;

mangia, si pulisce la bocca e dice: "Non ho fatto alcun male!"
Si sostiene che, nel contesto de "la traccia dell'uomo nella giovane donna", [almah] non sembra avere le connotazioni di una vergine.
Apologisti cristiani hanno talvolta argomentato che la traduzione "vergine" usata in molte versioni cristiane di Isaia 7,14 è giustificata perché presa dalla versione di Isaia della Septuaginta e sostengono che se nella Bibbia dei Settanta, che è stata tradotta da ebrei, si usa la parola vergine, anche l'originale doveva essere inteso come vergine.
Questa tesi ha dei problemi: la Lettera di Aristea, che risale al II secolo a.C., dice che la Settanta era una traduzione elaborata dagli ebrei di Genesi, Esodo, Levitico, Numeri e Deuteronomio soltanto.
Giuseppe Flavio afferma similmente che, almeno sotto Tolomeo Filadelfo, solo la legge era stata tradotta, e qualcosa di simile è riportato nel Talmud.
Tuttavia, gli storici concordano sull'originale paternità ebraica della Septuaginta.

#### L'articolo in [ha-almah]
La parola [ha] viene generalmente tradotto come l'articolo determinativo "la".
Alcuni interpreti (ad esempio gli autori della New English Translation) tuttavia credono che il suo uso indichi che la giovane donna era presente alla conversazione e quindi traducono [ha-almah] con "questa giovane donna", che viene inteso come riferimento a un membro della famiglia reale oppure alla "profetessa" citata in Isaia 8.

### Il nome Emmanuele
Il verbo [karat] קָרָאת‎ generalmente è stato preso come una forma arcaica della terza persona singolare femminile, e tradotto "lei lo chiamerà".
Il nome stesso, che significa "Dio [è] con noi", secondo l'Ebraismo implica nobiltà non una natura divina del ragazzo.
Questi nomi teoforici sono comuni nella Bibbia Ebraica.

## Obiezioni degli ebrei a Gesù come compimento di Isaia 07:14
Le obiezioni degli ebrei a considerare Gesù come il compimento della profezia in Isaia 7:14: si basano tutte sulla sola interpretazione storico-letterale ebraica del Regno storico d'Israele, mentre la lettura cristiana è decisamente spirituale e sovrastorica, vede nel Regno d'israele i figli in spirito di Abramo, e nei suoi nemici le forze del male. Ecco l'elenco:  
- Se i cristiani affermano (ma questa presunta affermazione cristiana non esiste) che la profezia della nascita verginale in Isaia 7:14[18] si è compiuta due volte, chi fu la prima vergine ad avere con un bambino nel 732 a.C.? Se essi insistono che la parola [ha'almah] può significare solo vergine, sostengono allora che Maria non fu la prima e unica vergine a concepire e dare alla luce un bambino?
- Che cosa significa il riferimento al "burro e miele" in rapporto a Gesù? Isaia 7:22[19]. A questo rispondono vari esegeti cristiani, tra cui Riccardo di San Vittore nel De Emmanuele, così riassunto da Giulio D'Onofrio[20] "L'analisi del signum relativo al nutrimento è particolarmente importante nella prospettiva di Riccardo, perché documenta, contro la ristrettezza della lettura storico-letterale ebraica, il fatto che il bambino era destinato a essere riconosciuto come dotato di una natura superiore a quella umana: questo duplice cibo è infatti frequentemente evocato nella Scrittura (in particolare nell'endiadi "latte e miele") come segno della perfezione della condizione di perfezione  naturale (Esodo 3,8: Et educam de terra illa in terram bonam, et spatiosam, in terram quae fluit lacte et melle; e ancora: Esodo 13,5; Numeri 13,28; etc.), caratterizzata dalla pienezza della "scienza del bene e del male" (ossia della scienza medesima cui rinunciarono Adamo ed Eva con il peccato: Genesi 2,17), che attende gli Ebrei nella Terra Promessa e, in parallelo, i beati del Paradiso dopo la resurrezione della loro integra natura corporea e spirituale."[21]
- Perché Gesù, che secondo l'interpretazione cristiana tradizionale era senza peccato fin dalla nascita, è descritto come uno che deve imparare a rifiutare il male e scegliere il bene? Isaia 7:15-16[22]
- A che età il bambino Gesù diverrà maturo?
- Quali due regni sono stati abbandonati durante la vita di Gesù? Isaia 7:16[23]
- Chi era temuto dal Regno di Israele durante il I secolo, quando non esisteva nessun Regno di Israele sin dal VII secolo a.C.?
- Il nome di Gesù non è Emmanuele.
- La parola parthenos (declinazione parthenon) è utilizzato nella Septuaginta in Genesi 34:3[24],[14][25][26] dove Dina è chiamata parthenos (o parthenon) anche dopo che è stata violentata. Pertanto, non è necessario che la parola parthenos di Matteo 1:23[27] sia tradotta come "vergine".

## Punto di vista cristiano
Il punto di vista ebraico è spesso contestato dai cristiani, ed è stato una questione controversa tra ebrei e cristiani sin dalla formazione della Chiesa moderna.
Girolamo nel 383 scrisse in Adversus Helvidium che Elvidio ha frainteso proprio questo stesso punto di confusione tra il greco e l'ebraico.
L'interpretazione cristiana di Emmanuele in Isaia 7:14 è basata sul Nuovo Testamento: Matteo 1.20-23 che descrive il concepimento e la nascita di Gesù Cristo.
Nella Septuaginta, la traduzione (risalente al 200 a.C. o antecedente) in greco del Vecchio Testamento usata dai primi cristiani, in Isaia 7:14 la parola almah è tradotta come "vergine" = παρθενος = parthenos.
Dal momento che Matteo è stato scritto per un pubblico di lingua greca, si ritiene generalmente che citi il testo greco di Isaia noto ai suoi lettori.
Sulla base di queste scritture molti cristiani credono alla che Gesù Cristo è l'Emmanuele profetizzato in Isaia 07:14 e che Egli è "Dio con noi".
Molti credono anche alla nascita virginale di Gesù, concepito per opera spirituale dello Spirito Santo e non normalmente dall'uomo.
Secondo l'opinione espressa da Anthony Maas (1912) Luca ha compilato il suo racconto da una fonte ebraica

L'intero passaggio recita come un intero capitolo del Primo libro dei Maccabei; costumi, leggi e peculiarità ebraiche vengono introdotti senza alcuna spiegazione ulteriore, il Magnificat, il Benedictus e il Nunc dimittis sono pieni di idee nazionali ebraiche.

Per quanto riguarda lo stile e il linguaggio della storia dell'infanzia, entrambi sono così profondamente semitici che il passaggio deve essere ritradotta in ebraico o in aramaico, per essere adeguatamente apprezzato.
Dobbiamo concludere, quindi, che la fonte immediata di San Luca per la storia della prima infanzia non era orale ma scritta.

### Ezechia e la duplice realizzazione
Alcuni studiosi cristiani collegano l'ebraico [almah] ad Abijah la sposa reale di Acaz e prossima madre dell'erede del trono di Davide, Ezechia.

La base di questa identificazione è il contesto di Isaia 07:07 che prosegue: 
(Isaia 7:7-17)
I due re temuti da Acaz, Resin e Pekah furono sconfitti nel 732 a.C. dal re di Assiria, Tiglath-Pileser III.
L'età di un bambino che "sa come rifiutare il male e scegliere il bene" è ampiamente compatibile con quella di Ezechia quando era bambino.
Secondo questa interpretazione il profeta Isaia non dava alla parola almah il senso del Nuovo Testamento, ma intendeva la regina che avrebbe presto concepito e partorito un figlio.
D'altra parte, a cominciare dalla profezia di Natan, ogni re è stato il portatore dell'intera promessa che non avrebbe potuto prendere forma nel futuro, senza essere una realtà fisica nel tempo presente.
Con ogni nuovo re, ci fu un risveglio della speranza che questo nuovo portatore del sangue reale avrebbe realizzato gli ideali del sovrano a venire, il Messia.
Nella prospettiva della profezia, presente e futuro lontano sono uniti.
Il miracolo della nascita virginale nel senso più pieno della parola non è chiaramente espresso nella profezia di Emanuele.
Secondo questa interpretazione la vergine Maria e indicata solo indirettamente dalla figura della almah.
La bibbia greca Septuaginta aveva tradotto almah come parthenos (vergine), in questo modo predisponendo la sua interpretazione come "vergine" nel senso proprio della parola.

## Interpretazioni laiche
Secondo Howard W. Clarke, la maggior parte degli studiosi laici della Bibbia, insieme a studiosi ebrei e alcuni studiosi cristiani, ritengono che questo versetto di Isaia faccia esplicitamente riferimento a un figlio del Re di Giudea Acaz (ca. 735-15) piuttosto che alla madre di Gesù come viene interpretato da Matteo, quando il versetto è letto nel contesto del capitolo 7 di Isaia.